# レトロ星雲賞
レトロ星雲賞（れとろせいうんしょう）は、SFサークル全日本中高年SFターミナルの主宰で行われているSFの賞。
2014年からレトロ・ヒューゴー賞にならい、星雲賞開始以前の年度の作品を、SFファンの投票により年度別に顕彰する。日本SF大会で発表され、同人誌「SFファンジン」誌上に掲載されている。

## 歴代受賞作品
- 1960年度分（2013年）[1]
  - 日本短編部門　星新一「冬の蝶」
  - 日本長編部門　瀬川昌男『白鳥座61番星』
  - 海外短編部門　アーサー・C・クラーク「太陽系最後の日」
  - 海外長編部門　クリフォード・D・シマック『都市』
  - 映画演劇・メディア部門　『渚にて』
  - ノンセクション部門　『SFマガジン』創刊

- 1961年度分（2014年）[2]
  - 日本短編部門　小松左京「牛の首」
  - 日本長編部門　山田風太郎『くノ一忍法帖』
  - 海外短編部門　ダニエル・キイス「アルジャーノンに花束を」
  - 海外長編部門　フレデリック・ポール&C・M・コーンブルース『宇宙商人』
  - 映画演劇・メディア部門　本多猪四郎『モスラ』
  - ノンセクション部門　『SFマガジン』第一回空想科学コンテスト審査員選評

- 1962年度分（2015年）[3]
  - 日本短編部門　星新一「夜の声」
  - 日本長編部門　安部公房『砂の女』
  - 海外短編部門　ロバート・ハインライン「地球の緑の丘」
  - 海外長編部門　ジョン・W・キャンベル『月は地獄だ!』
  - 映画演劇・メディア部門　本多猪四郎『妖星ゴラス』
  - ノンセクション部門　中島靖侃

- 1963年度分（2016年）[4][5][6]
  - 日本短編部門　平井和正「虎は目覚める」
  - 日本長編部門　眉村卓『燃える傾斜』
  - 海外短編部門　ロバート・ハインライン「時の門」
  - 海外長編部門　ロバート・ハインライン『夏への扉』
  - 映画演劇・メディア部門　『鉄腕アトム』
  - ノンセクション部門　「ボッコちゃん」英訳

- 1964年度分（2017年）[7][8]
  - 日本短編部門　山野浩一「X電車で行こう」
  - 日本長編部門　光瀬龍『たそがれに還る』
  - 海外短編部門　アイザック・アシモフ「夜来る」
  - 海外長編部門　アーサー・C・クラーク『幼年期の終わり』
  - 映画演劇・メディア部門　『ひょっこりひょうたん島』
  - ノンセクション部門　『三大怪獣 地球最大の決戦』

- 1965年度分（2019年）[9]
  - 日本短編部門　筒井康隆「東海道戦争」
  - 日本長編部門　小松左京『エスパイ』
  - 海外短編部門　エイヴラム・デイヴィッドスン「あるいは牡蠣でいっぱいの海」、アーサー・C・クラーク「遥かなる地球の歌」
  - 海外長編部門　スタニスワフ・レム『ソラリスの陽のもとに』
  - 映画演劇・メディア部門　『メリー・ポピンズ』、『大怪獣ガメラ』
  - ノンセクション部門　福島正実『SF入門』

- 1967年度分（2023年）[10]
  - 日本短編部門　筒井康隆「ベトナム観光公社」
  - 日本長編部門　光瀬龍『百億の昼と千億の夜』
  - 海外短編部門　ロバート・F・ヤング「たんぽぽ娘」
  - 海外長編部門　ブライアン・オールディス『地球の長い午後』
  - 映画演劇・メディア部門　『ウルトラセブン』
  - ノンセクション部門　小松左京『未来の思想』

- 1968年度分（2024年）[11] [12]
  - 日本短編部門　平井和正「サイボーグブルース」
  - 日本長編部門　眉村卓『EXPO'87』
  - 海外短編部門　アーサー・C・クラーク「太陽系最後の日」
  - 海外長編部門　アイザック・アシモフ『銀河帝国の興亡(1)』
  - 映画演劇・メディア部門　『2001年宇宙の旅』
  - ノンセクション部門